# Lijst van phablets
Dit is een lijst van phablets gecategoriseerd naar bedrijven in alfabetische volgorde.

## Alfabetische volgorde

### A
- Acer Iconia Smart S300
- Alcatel One Touch Scribe Easy
- Alcatel One Touch Scribe HD

- Alcatel One Touch Scribe X
- Asus Fonepad
- Asus Padfone

- Asus Padfone 2
- Asus Padfone Infinity
- AT&T EO

### D
- Dell Streak 5

### H
- HTC Advantage
- HTC Shift

- HTC J Butterfly
- Huawei Ascend D2

- Huawei Ascend Mate

### I
- iBall Andi 5c

### K
- Kobian Mercury MagiQ

### L
- Lenovo K900
- LG GW990

- LG Optimus G Pro
- LG Optimus Vu

- LG Optimus Vu II

### M
- Micromax Canvas A100

- Micromax A110 Canvas 2

- Micromax A116 Canvas HD

### N
- NEC Medias W N-05E

- Neo N003

- Nokia N810 WiMax Edition

### O
- Oppo Find 5

- Oneplus One

### P
- Pantech Pocket

### S
- Samsung Galaxy Grand 2
- Samsung Galaxy Grand
- Samsung Galaxy Note
- Samsung Galaxy Note II
- Samsung Galaxy Note 3
- Samsung Galaxy Note 3 neo
- Samsung Galaxy Grand neo
- Samsung Galaxy Note 8.0

- Samsung Galaxy S4
- Samsung Galaxy S5
- Samsung Galaxy S WiFi 5.0
- Samsung Galaxy Player 5.8
- Samsung Galaxy Mega 6.3
- Samsung Galaxy Mega 5.8
- Samsung Galaxy Note 4
- Samsung Galaxy Note Edge

- Samsung Galaxy Note 5
- Samsung Galaxy S6
- Samsung Galaxy S7
- Samsung Galaxy Note 7
- Sony Xperia Z
- Sony Xperia ZL
- Spice Stellar Horizon Mi-500

### V
- Verizon Hub

### Z
- ZTE Grand Memo
- ZTE Grand S

- ZTE Nubia Z5

- Zync Cloud Z5